# Dybowskyia reticulata
Dybowskyia reticulata (лат.) — вид полужесткокрылых (подотряда клопов) из семейства настоящих щитников из подсемейства Podopinae. Единственный представитель рода Dybowskyia.

## Описание
Клопы бывают светло-бурые до почти чёрных, мелких размеров, не превышают 6 мм.

## Распространение
Встречается в Центральной и Восточной Европе, Сибири, Дальнем Востоке, Казахстане, Китае, Японии и Корее.